# 서울의 찬가
서울의 찬가(서울의 讚歌)는 서울특별시를 상징하는 노래이다. 1969년 패티 김이 발표한 앨범 "하얀집" 6번 트랙으로 수록되었다.!

## 곡 정보
- 작사, 작곡 : 길옥윤
- 노래 : 패티 김

## 같이 보기
- 패티 김
- 부산찬가
- 대전블루스